# Olive (動画編集ソフトウェア)
Oliveは開発中のGPL v3でライセンスされている自由かつオープンソースの動画編集ソフトウェアである。

## 概要
複数の動画をタイムライン状に並べることで動画の編集を行うノンリニア形式の動画編集ソフトウェアである。2022年2月現在、Olive0.2を開発中である。
また、ポータブルアプリケーションとしても使用可能である。